# Stéphane Ziani
Stéphane Ziani (Nantes, 9 de desembre de 1971) és un exfutbolista i entrenador francès. Com a futbolista ocupava la posició de defensa.

## Trajectòria
Format al planter del FC Nantes, va militar en el primer equip durant dos períodes: 1991-94 i 2000-04. Va ser part essencial del títol de Ligue 1 que va obtindre el RC Lens la temporada 97/98, amb 11 gols. El 2001 guanya la seua segona lliga.
També va representar els colors del SC Bastia, Stade Rennais, FC Girondins de Bordeaux, Deportivo de La Corunya, Servette FC i AC Ajaccio.
Després de retirar-se, ha seguit vinculat al món del futbol. El 2008 inicia la seua carrera com a tècnic al FC Libourne-Saint-Seurin.